# Markierungsfreie massenspektrometrische Quantifizierung
Die markierungsfreie massenspektrometrische Quantifizierung (englisch label-free quantification, auch label-free quantitation) ist eine massenspektrometrische Methode zur relativen Mengenbestimmung von hochmolekularen Verbindungen.

## Eigenschaften
Die markierungsfreie massenspektrometrische Quantifizierung wird in der Biochemie unter anderem zum Vergleich der Mengen von Proteinen in einer Probe eingesetzt.
Die Quantifizierung kann über zwei verschiedene Parameter erfolgen, der Signalintensität des Vorläuferions oder aus dem Massenspektrum. Die Methode mit der Ermittlung der Signalintensität besitzt eine kleinere Auflösung, z. B. bei einem Flugzeit-, Fouriertransformation-Ionenzyklotronresonanz- (FT-ICR) oder Orbitrap-Massenspektrometer. Die Methode mit einem Auszählen des Massenspektrums verwendet dagegen mehrere Spektren für ein bestimmtes Peptid, die die Ergebnisse aller gemessenen Peptide integriert. Software wurde zur Analyse der markierungsfreien massenspektrometrischen Quantifizierung entwickelt, z. B. ProtQuant.
Alternative Methoden sind z. B. ICAT, Isobarenmarkierung (Tandem Mass Tag), isobare Protein-Tags (iTRAQ), label-free quantification Metal-coded tags (MeCAT), N-terminal labelling, stable isotope labeling with amino acids in cell culture (SILAC) und terminal amine isotopic labeling of substrates (TAILS).